# 林一新 (漳浦)
林一新（1515年—？），字躋夫，號南江，福建漳州府漳浦縣人，軍籍，明朝政治人物。

## 生平
嘉靖二十五年（1546年）丙午科福建鄉試第四十七名舉人。嘉靖二十六年（1547年）聯捷丁未科會試第九十五名，登第二甲第七十名進士。礼部觀政，授刑部主事，歷员外、郎中，官至雲南佥事。

## 家族
曾祖林普玄，壽官；祖父林振，壽官；父林黼，封主事。母程氏（封安人）。具庆下。兄林一初，嘉靖庚子举人，贡士；林一阳，嘉靖甲午举人，贡士；林功懋，知府；林策，大理寺右评事、右寺副；林成綱，嘉靖癸卯舉人，贡士，香山知县。子用贲、用宾。